# Bart Bonte

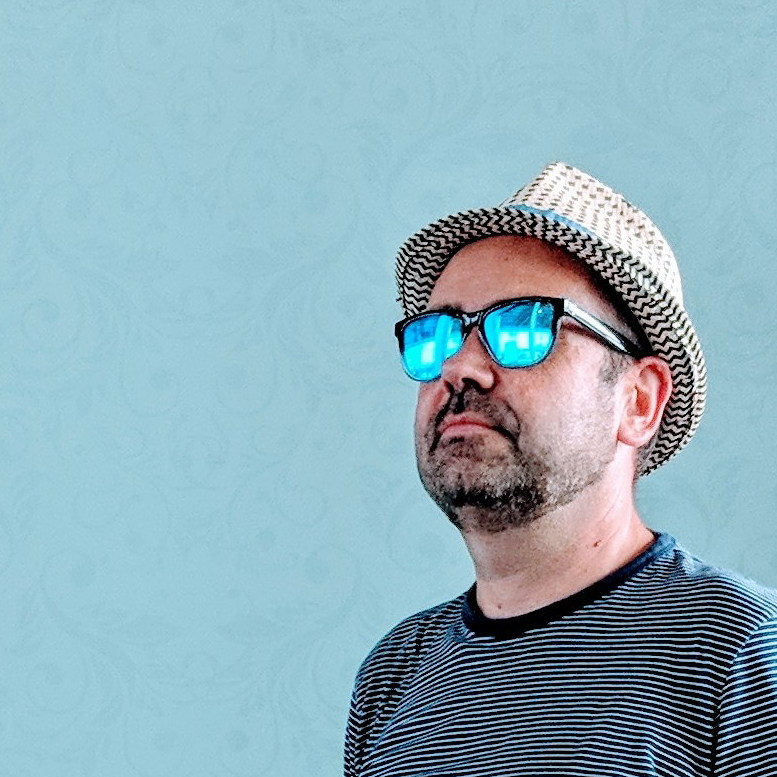
Bart Bonte

Bart Bonte is een Belgische ontwikkelaar van indie-computerspellen die hij uitbrengt onder de naam bontegames. Bonte is afkomstig uit Brugge, maar week uit naar Aalter. Zijn job als IT'er gaf hij op om zich vanaf november 2009 volledig te kunnen concentreren op de ontwikkeling van games. Bonte verwierf bekendheid met een reeks puzzelgames voor smartphones. waarbij het telkens de bedoeling is om het scherm te vullen met één kleur ("Red", "Blue", "Yellow", "Black", "Green" en "Pink").

## Onderscheidingen
- Met "Yellow" won Bonte in 2018 de bronzen medaille in de Indiegames Contest van Google Europe[6].
- "Blue" werd in 2020 verkozen tot Mobile Game of the Year op de Belgian Game Awards[7].
- Het spel "Green" was in 2021 goed voor een Webby Award als beste puzzelgame[8].